# Alexicles aspersa
Alexicles aspersa là một loài bướm đêm thuộc phân họ Arctiinae, họ Erebidae.